# Aeródromo de La Axarquía

i7
i11
i13
Aeródromo de La Axarquía (auch bekannt als Aeródromo Leoni Benabu) ist ein Flugplatz in Vélez-Málaga.
Der Flugplatz liegt rund vier Kilometer nordwestlich der Stadt Vélez-Málaga und ist für die zivile Luftfahrt unter VFR-Bedingungen zugelassen. Betreiber ist der Real Aeroclub de Málaga. Auf dem Gelände befinden sich Hangars, eine Wartungshalle, eine Tankstelle, das Büro des Aeroclubs und der Tower der Flugleitung. Die Towerfrequenz ist 123,50 MHz.
Am südlichen Ende der Start- und Landebahn befindet sich ein Hubschrauberlandeplatz und ein separates Gelände für den Modellflugsport.